# Hlavní líčení
Hlavní líčení je stadium trestního řízení, v němž se rozhoduje o vině a trestu obžalovaného a případně též o uložení ochranného opatření a náhradě škody (újmy) poškozenému. Soud přezkoumává obvinění obsažená v obžalobě (popř. v návrhu na potrestání), a to zásadně za účasti veřejnosti. Obviněný se zde už označuje jako obžalovaný. Provádí se zde především dokazování, po jeho skončení již zní závěrečné řeči a následuje rozhodnutí soudu. Hlavní líčení je zakotveno v § 196-231 TŘ.
V hlavním líčení rozhoduje soudní senát, v takovém případě hlavní líčení řídí jeho předseda, nebo samosoudce (jestliže horní hranice trestní sazby nepřevyšuje pět let – § 314a TŘ). Hlavní líčení není bezvýjimečné stádium trestního řízení před soudem, samosoudce totiž může bez projednávání věci v hlavním líčení vydat trestní příkaz za podmínek uvedených v § 314e TŘ, a to i ve zjednodušeném řízení konaném po zkráceném přípravném řízení. Trestní příkaz má povahu odsuzujícího rozsudku, byl-li ale proti němu podán včas odpor, je k projednání věci nařízeno hlavní líčení (§ 314g odst. 2 TŘ).
Hlavní líčení končí zpravidla rozsudkem: obžalovaný je uznán vinným, nebo je zproštěn obžaloby (§ 225 odst. 1 TŘ); popř. i dalšími způsoby, např. vrácením věci státnímu zástupci (§ 221 TŘ), postoupením věci (§ 222 TŘ), zastavením (§ 223 TŘ) či přerušením trestního stíhání (§ 224 TŘ) apod. 

## Stádia hlavního líčení
1. Počátek hlavního líčení: Předseda soudu přednese za přítomnosti všech stran projednávanou věc, která bude předmětem líčení.
2. Dokazování: Nejdůležitější část líčení, cílem je zjistit skutkový stav věci, který je důležitý pro rozhodnutí soudu.
3. Závěr hlavního líčení: Strany provedou závěrečné řeči, v pořadí: státní zástupce, poškozený, zúčastněné osoby, obhájce, obžalovaný (právo posledního slova).
4. Rozhodnutí soudu:
  - Rozhodnutí meritorní povahy (o věci samé) – rozsudek (odsuzující, nebo zprošťující), nebo usnesení (o zastavení, postoupení nebo narovnání)
  - Rozhodnutí zatímní povahy – usnesení o přerušení trestního stíhání, o předložení věci příslušnému soudu, o vrácení věci státnímu zástupci k doplnění vyšetřování